# Horace Boies

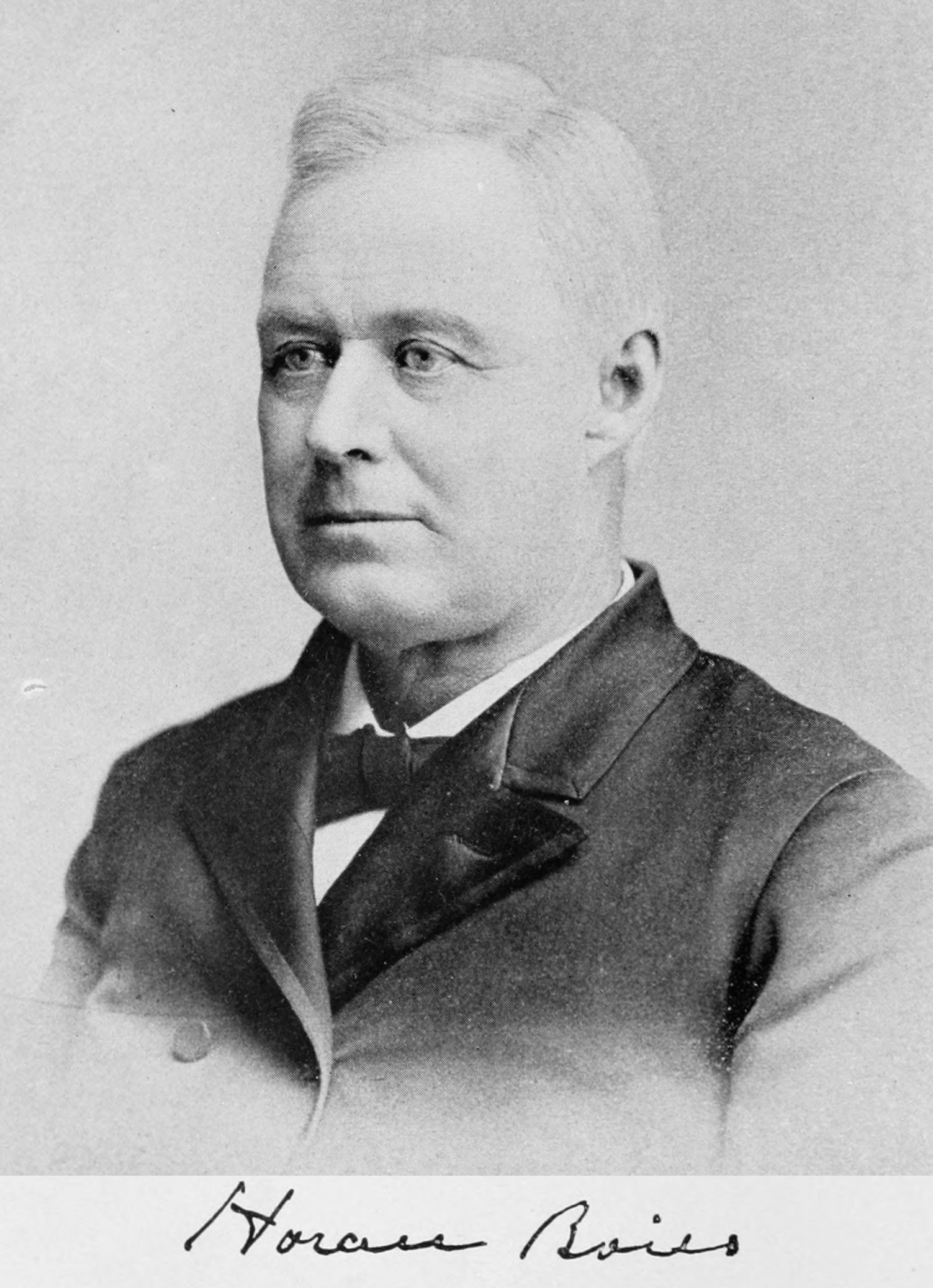
Horace Boies

Horace Boies (* 7. Dezember 1827 in Aurora, Cayuga County, New York; † 4. April 1923 in Long Beach, Kalifornien) war ein US-amerikanischer Politiker und von 1890 bis 1894 der 14. Gouverneur des Bundesstaates Iowa.

## Frühe Jahre und politischer Aufstieg
Horace Boies besuchte die örtlichen Schulen seiner Heimat. Nach vier Jahren, in denen er auf einer Farm arbeitete, entschloss er sich zu einem Jurastudium. Nach seinem Examen wurde er im Jahr 1852 als Rechtsanwalt zugelassen.
Im Jahr 1855 wurde er für eine Legislaturperiode in das Repräsentantenhaus von New York gewählt. 1867 zog er nach Waterloo in Iowa, wo er eine erfolgreiche juristische Karriere begann. Ursprünglich war Boies Mitglied der Republikanischen Partei. Als diese Partei aber die Prohibitionsgesetze befürwortete und auch für hohe Einfuhrzölle eintrat, trat er zu den Demokraten über. 1889 wurde er als Kandidat seiner neuen Partei zum Gouverneur seines Staates gewählt. Er war zwischen 1855 und 1933 der einzige Gouverneur von Iowa, der den Demokraten angehörte.

## Gouverneur von Iowa
Horace Boies trat sein neues Amt am 27. Februar 1890 an. Nach einer Wiederwahl im Jahr 1891 konnte er bis zum 11. Januar 1894 im Amt bleiben. In seiner Amtszeit versuchte er das Prohibitionsgesetz in Iowa aufzuheben bzw. dessen Anwendung den lokalen Behörden zu übertragen. Allerdings konnte er sich damit nicht in der Legislative durchsetzen. Im Jahr 1893 stellte er sich erneut zur Wahl. Diesmal unterlag er aber dem republikanischen Herausforderer Frank D. Jackson.

## Weiterer Lebenslauf
Im Jahr 1893 wurde ihm die Stelle des US-Landwirtschaftsministers angeboten, die er aber ablehnte. Sowohl 1892 als auch 1896 war er in der Demokratischen Partei als Präsidentschaftskandidat im Gespräch. Er wurde aber in beiden Fällen nicht nominiert. Im Jahr 1902 bewarb sich Boies erfolglos um einen Sitz im US-Repräsentantenhaus. Er starb im Jahr 1923 im hohen Alter von 95 Jahren. Gouverneur Boies war zweimal verheiratet und hatte insgesamt vier Kinder.